# Ульянов, Вадим Андреевич
Вадим Андреевич Ульянов (род. 7 октября 2001, Люберцы, Московская область) — российский футболист, вратарь клуба «Ахмат».

## Карьера
Летом 2020 года стал игроком российского клуба «Строгино».
Летом 2021 года перешёл в российский клуб «Кайрат» Москва.
В начале 2022 года подписал контракт с казахстанским клубом «Кайрат». 11 марта 2022 года в матче против клуба «Мактаарал» дебютировал в казахстанской Премьер-лиге.
В январе 2025 года перешёл в «Ахмат». Дебютировал 11 марта в матче плей-офф Кубка России против «Краснодара» (2:1).

## Достижения
«Кайрат»
- Чемпион Казахстана: 2024

## Клубная статистика
| Игровая карьера | Игровая карьера | Игровая карьера | Лига | Лига | Кубок | Кубок | Межд. | Межд. | Др. | Др. |
| --------------- | --------------- | --------------- | ---- | ---- | ----- | ----- | ----- | ----- | --- | --- |
| 2020            | Керамик         | Г               | ?    | ?    | —     | —     | —     | —     | —   | —   |
| 2020/2021       | Строгино        | В               | 12   | -15  | —     | —     | —     | —     | —   | —   |
| 2021/2022       | Кайрат          | В               | 10   | -11  | 5     | -6    | —     | —     | —   | —   |
| 2022            | Кайрат          | A               | 1    | 0    | —     | —     | —     | —     | —   | —   |